# Etihad Airways

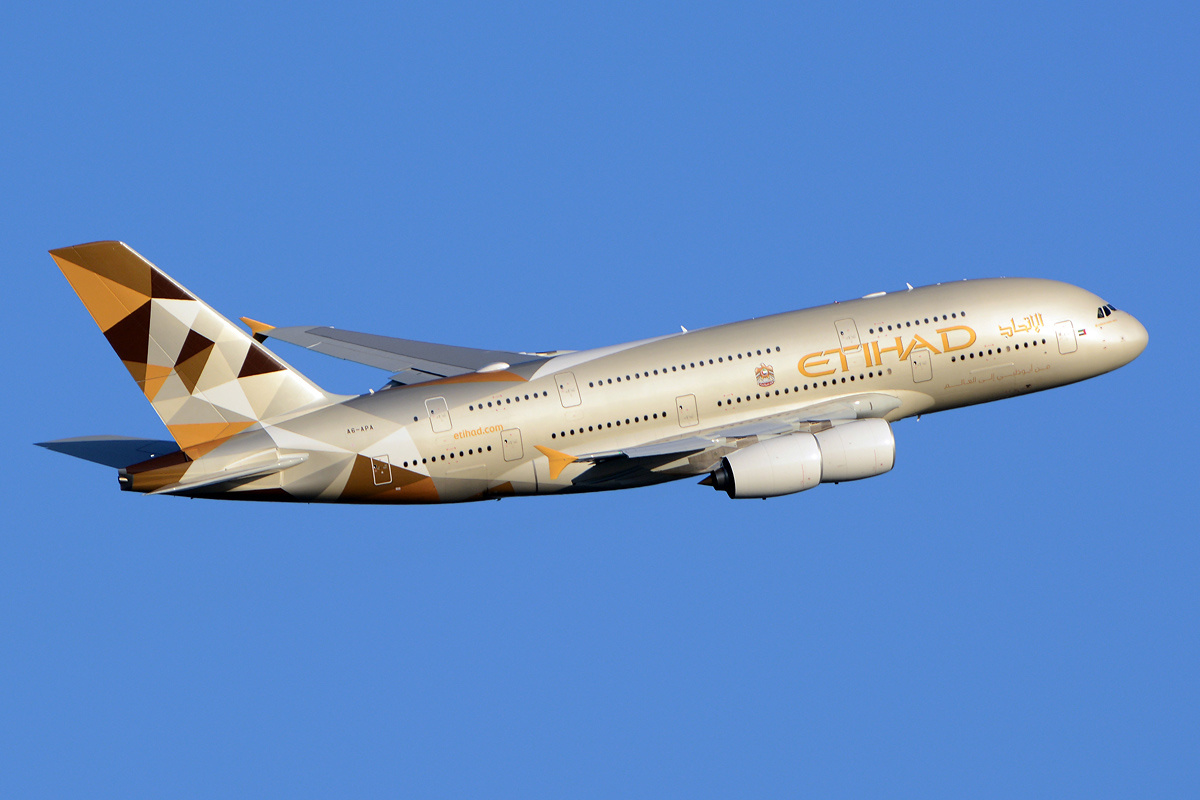
Airbus A380 da Etihad Airways no Aeroporto de Heathrow em Londres.

Etihad Airways é a companhia aérea nacional dos Emirados Árabes Unidos, com sede em Abu Dhabi. O nome Etihad corresponde à palavra árabe «união» (الإتّحاد al-ittiḥād).
Têm voos com destino à Ásia, América do Norte, Oriente Médio, Europa, e Índia.
A Etihad Airways foi considerada a 10ª melhor companhia do mundo no ano de 2008, e vem subindo no ranking mundial das companhias aéreas.
Em 2007, a companhia encomendou unidades do Airbus A380-800, o maior avião comercial em operação no mundo.
A companhia também está investindo no segmento dos esportes, ao patrocinar clubes, principalmente o Manchester City da Inglaterra, sendo o estádio do time nomeado Etihad Stadium. Fato marcado após a iniciativa da companhia Emirates Airlines ("Fly Emirates"), de Dubai, patrocinar times como o inglês Arsenal, para o qual foi construído seu estádio. A Etihad também atua na Fórmula 1, como patrocinadora da equipe italiana Ferrari.
A Etihad Airways é membro da Arab Air Carriers Organization.

## Frota

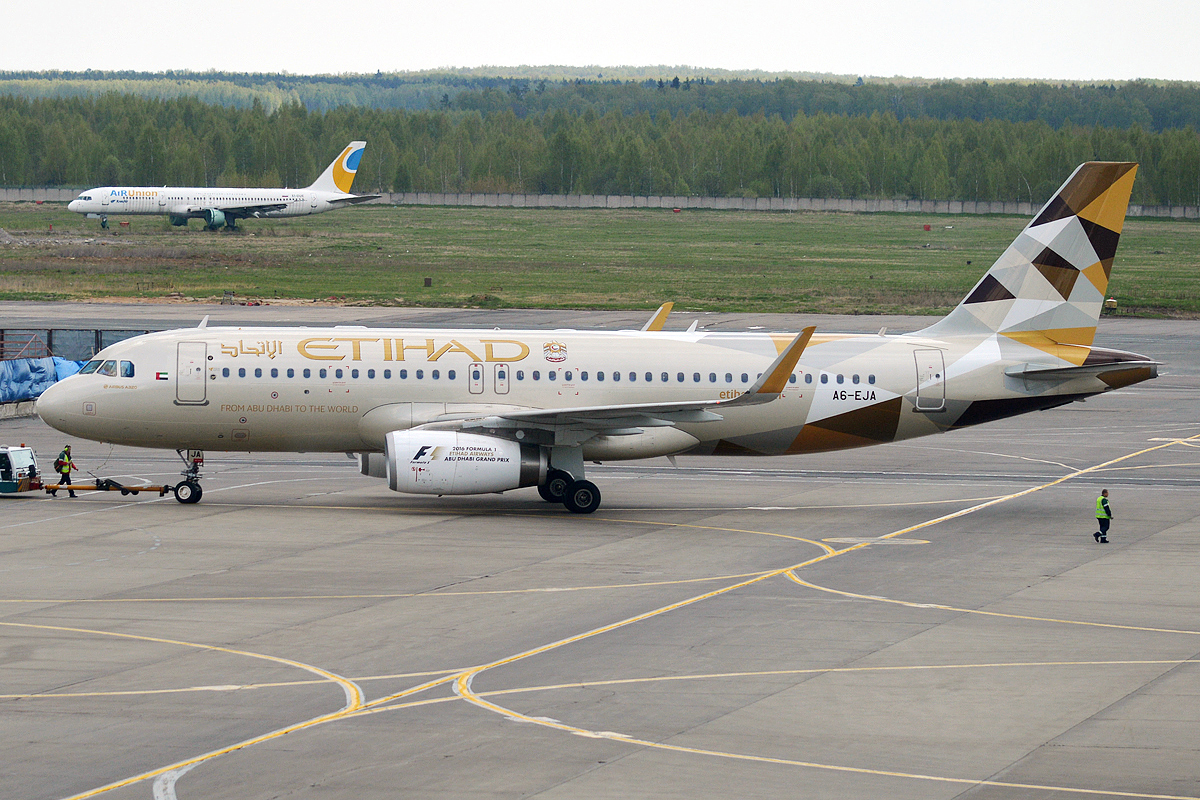
Airbus A320 da Etihad Airways.

A frota contém 130 aeronaves em 10 de outubro de 2017.
| Aeronave         | Total | Encomendas | Opções | Passageiros                  | Rotas               | Entrada em serviço |
| ---------------- | ----- | ---------- | ------ | ---------------------------- | ------------------- | ------------------ |
| Airbus A319-100  | 2     | 0          | 0      | 104 (20/84)                  | Regional            | Operando           |
| Airbus A320-200  | 24    | 0          | 5      | 140 (20/120)                 | Regional            | Operando           |
| Airbus A321-200  | 10    | 0          |        |                              |                     |                    |
| Airbus A330-200  | 18    | 0          | 0      | 200 (10/26/164) 262 (22/240) | Rotas Médias-Longas | Operando           |
| Airbus A330-300  | 6     | 0          | 0      | ???(?/?/?)                   | Rotas Medias-longas | Operando           |
| Airbus A340-500  | 1     | 0          | 0      | 240 (12/28/200)              | Rotas Ultra-longas  | Operando           |
| Airbus A340-600  | 6     | 0          | 0      | 286 (12/30/244)              | Rotas Longas        | Operando           |
| Airbus A350-1000 | 0     | 25         | 10     | 371 (?/?/?)                  | Rotas Longas        | 2017               |
| Airbus A380-800  | 10    |            | 5      | 494 (9/70/415)               | Rotas Longas        | Operando           |
| Boeing 777-200LR | 5     | 0          |        |                              |                     |                    |
| Boeing 777-300ER | 19    | 1          | 10     | 378 (28/350)                 | Rotas Longas        | Operando           |
| Boeing 787-9     | 20    | 10         |        | 336 (?/?/?)                  | Rotas longas        | Chegou em 2014     |
| Total            | 130   | 39         | 30     |                              |                     |                    |